# Marie Claire
«Marie Claire» (укр. Марі Клер) — міжнародний щомісячний журнал для жінок, що належить до Marie Claire Group. Один з успішних світових жіночих журналів. Видавався з гаслом «Щотижневик для жінок, якого ще не було» та формулою: журнал, прийнятний для всіх гаманців.[джерело?]
Вперше був опублікований у Франції у 1937 році. Видається в 33 країнах світу 24 мовами. Авдиторія журналу становить 15 млн жінок, які читають Marie Claire з різних куточків світу. Тоді як кожна країна підлаштовується під інтереси аудиторії журналу, випуск США зосереджується на жінках з усього світу та кількох міжнародних проблемах. Наклад журналу у Франції становив на 2013 рік 432,315 екземплярів (див. Список журналів за накладами). Українську версію журналу з 2008 року випускає «Burda Ukraine »  .
Marie Claire прагне стати привабливим відображенням світу всіх жінок. Журнал вважається найпопулярнішим fashion-глянецем у Франції, Італії та Великій Британії. Ціна журналу у Франції становить 1,50€ (на 2015 рік). Найвища ціна Marie Claire — в Австралії, Швейцарії та Греції. Найнижча — у південноамериканських країнах: Мексиці, Колумбії, Венесуелі.
Сьогодні Marie Claire Group публікує 88 видань по всьому світу, 72 з яких під брендом Marie Claire, присутнім у 35 країнах на 5 континентах 18 мовами. 54 млн номерів та понад 34 000 рекламних сторінок продаються щорічно по всьому світу. До Marie Claire Group входять 14 довідкових видань, 3 з них вважаються першими висококласними жіночими щомісячними журналами.

## Історія
Медіамагнат Жан Пруво створив перший номер Marie Claire в 1937 році у Франції, метою було поєднання реалій життя з модою та красою. Marie Claire став першим журналом, орієнтованним на жінок, що заохочує їх розглядати свою незалежність та особистісний розвиток.
Журнал був задуманий як тижневик і виходив щосереди. Французька авдиторія юрмилася біля газетних кіосків за свіжими випусками, журнал мав величезний успіх. Однак у 1942 році німецька окупаційна влада у Франції зупинила видання більшості журналів. Журнал не випускався до 1954 року. Потім став видаватися знову, але вже щомісяця.
У 1976 році Жан Пруво пішов на пенсію, а Marie Claire очолила його внучка Евелін Пруво (Évelyne Prouvost), яка стала співпрацювати з компанією L'Oreal. 2004 року справа перейшла до чоловіка Евелін Пруво — Арнольда де Контада (Arnaud de Contades). Більшість акцій сьогодні належать сім'ї Пруво.
Видання Marie Claire в США було розпочате компанією Hearst Corporation, заснованою в Нью-Йорку у 1994 році. У даній компанії є філії у Франції, Італії, та кількох місцях розташування в США, таких як Детройт, Західне узбережжя, Нова Англія, Середній Захід, Південний захід, і Південний схід. Британський журнал Marie Claire є частиною IPC Media, що розташований у Лондоні. У Росії журнал належить до Hearst Shkulev Media/ИнтерМедиаГруп. 
Понад 18 млн копій продаються у Франції. У 2012 — було продано 19 млн 300 тис. копій. Журнал має 10 мільйонів читачок, веб і мобільних користувачок — кожен місяць, близько 1 мільйона з них мають високий дохід. Третя частина французьких жінок контактує з Marie Claire Group. 14 країн мають власний вебсайт журналу.

## Список країн, в яких виходить Marie Claire
- Франція — випускається з 1937 року
- Туреччина — випускається з 1961 року.
- Японія — випускається з 1982 року;
- Італія — випускається з 1987 року;
- Іспанія — випускається з 1987 року;
- Велика Британія — випускається з 1988 року;
- Греція — випускається з 1988 року;
- Нідерланди — випускається з 1990 року;
- Гонконг — випускається з 1990 року;
- Бельгія — фламандський і французький — випускається з 1990 року;
- Бразилія — випускається з 1991 року;
- Мексика; Колумбія; Пуерто-Рико; Венесуела; — випускається з 1991 року;
- Південна Корея — випускається з 1993 року;
- Тайвань — випускається з 1993 року;
- США — випускається з 1994 року;
- Малайзія — випускається з 1994 року;
- Австралія — випускається з 1995 року;
- Південноафриканська республіка — випускається з 1997 року;
- Росія — випускається з 1997 року;
- Китай — випускається з 2002 року;
- Швейцарія — випускається з 2003 року;
- Таїланд — випускається з 2004 року;
- Філіппіни — випускається з 2005 року
- Індія — випускається з 2006 року;
- Угорщина — випускається з 2007 року
- Україна — випускається з 2008 року.
- Чехія — випускається з 2008 року
- Румунія — випускається з 2008 року
- Саудівська Аравія — випускається з 2009 року
- Індонезія — випускається з 2010 року.

1982 році журнал Marie Claire був надрукований японською мовою. Це було перше міжнародне видання, яке вийшло на нефранцузькомовній території. Японська версія стала першим неєвропейським виданням Marie Claire.
До 2005 року Marie Caire виходив польською мовою у Варшаві. Незважаючи на те, що тираж польського журналу у порівнянні з 2013 роком виріс на 1 000 екземплярів і вже в вересні 2014 року становив 56 340 примірників, у грудні того ж року журнал було закрито. Причиною закриття стало непорозуміння з власником французького видання [Архівовано 4 лютого 2015 у Wayback Machine.].

## Концепція журналу
Marie Claire позиціонує себе як «модний журнал з характером, змістом та глибиною, для жінок з власною точкою зору, життєвою позицією та почуттям гумору». Він прагне запропонувати найкраще своїм читачкам. Журнал пропонує їм створити власний стиль, вільно виражати неповторність своєї жіночності.
Marie Claire читають жінки, що цікавляться модою, переймаються зовнішнім виглядом та піклуються про своє здоров'я. Три рушійні сили Marie Claire: жіночність, творчість і естетика. Гасло видання: «Marie Claire — більше, ніж красиве обличчя». Журнал надає читачкам інформацію про різних жінок у всьому світі, їхні потреби, життєві історії. Він є лідером на ринку щомісячних жіночих журналів. [Архівовано 12 січня 2015 у Wayback Machine.].
У більшості своїх журналів Marie Claire Group надає «магазин», який пропонує читачкам понад 1000 інноваційних, розумних і якісних товарів. Продажі здійснюються по-різному: за допомогою купонів (реклама сторінок, вставки, каталоги), телефоном або через Інтернет за допомогою 2 інтернет-магазинів: www.boutiquemarieclaire.com [Архівовано 27 березня 2017 у Wayback Machine.] та www.massin.fr [Архівовано 20 жовтня 2017 у Wayback Machine.].

## Вміст
Журнал містить розділи, присвячені різним сферам життя. Серед них мода, туризм, кіно, література, музика, шоу і виставки, краса, стиль життя, зірки і відомі люди Франції і світі, рекомендації, поради щодо сімейного життя, кулінарія, садівництво, домашній декор, ігрові тести і гороскоп.
Французький журнал пропонує наступні рубрики:
- NEWS (новини)
- MODE (мода)
- ULTRA LUXE
- BEAUTÉ (краса)
- MINCEUR (схуднення)
- BIEN-ÊTRE
- STARS (селебріті)
- AMOUR & SEXO (любов & секс)
- MARIAGE (шлюб)
- SOCIÉTÉ (суспільство)
- LIFESTYLE (стиль життя)
- ASTRO (Гороскоп)

## Видання
Під брендом Marie Claire виходить понад 800 лайфстайл книг. Серед них: Cooking (Кулінарія), Arts and Crafts (Мистецтво та ремесло), Health & Beauty (Здоров'я та краса), Decoration (Прикраси), Renovations & Facilities (Ремонт та зручності), DIY (Зроби це сам), Gardening (Садівництво), Patrimony (Спадщина), Adress books (Адресні книги) and Paris guides (Путівники Парижу).
Видавництво Marie Claire також публікує багато успішних журналів по всьому світу:
- Marie Claire 2 (Accessories) — є першим журналом, що виходить 2 раза на рік (з 2005 року), присвячений виключно модним аксесуарам. Існує 7 видань: Бельгія — Франція — Гонконг — Італія — Нідерланди — Тайвань — Туреччина.
- Marie Claire Maison — журнал про декор та стиль будинку. Виходить раз на 2 місяці з 2005 року. Існує 5 видань: Франція, Південна Корея, Італія, Туреччина, Тайвань.
- Marie Claire Beauty — журнал, присвячений красі. 4 випуски: Бразилія, Іспанія, Італія, Мексика.
- Marie Claire Enfants — журнал для дітей, що виходить з 2010 року. 2 видання: Франція — Італія.
- Marie Claire Bis (Shopping) — 1-е видання — Італія.
- Marie Claire Travel — журнал про подорожі. 1-е видання — Італія.
- Marie Claire Fashion Shows — журнал про моду, модних дизайнерів, модні речі та аксесуари. 8 видань: Франція, Корея, Румунія, Тайвань, Нідерланди, Бразилія, Італія, Китай.
- Marie Claire Slyle — журнал про стиль життя. 1-е видання — Японія.
- Marie France — журнал, що виходить з 1944 року щомісяця про красу, моду, здоров'я та будинок.
- Avantages — жіночий журнал для позитивного способу життя. Виходить з 1988 року.
- Famili — журнал для жінок, які планують материнство, та молодих матерів — все про виховання дитини. Виходить з 1933 року двічі в місяць.
- Cosmopolitan — журнал про стосунки, секс, здоров'я, кар'єру, самовдосконалення, знаменитостей, моду та красу. Виходить з 1983 року.
- Mariages — журнал для тих, хто хоче знати все про весілля та підготовку до нього.
- Votre Beauté (Ваша краса) — журнал про красу для поціновувачок краси та експертних читачок. Виходить щомісяця з 1933 року.
- Marie Claire Idées — журнал про творчість у моді, кулінарії як стиль життя. Існує 1 видання: Франція.
- Cuisine et Vins de France — журнал для професіоналок та аматорок у кулінарному мистецтві.
- La Revue du Vin de France — журнал, присвячений винній тематиці. Для поціновувачок вина, колекціонерок, власниць винної продукції, роздрібних торговиць.

## Організаційна структура
В Marie Claire Group працюють 450 осіб персоналу, 80 % яких є жінками.
Головні редакторки Marie Claire:
- Україна — Олена Дружиніна
- Росія — Анна Бурашова
- Франція — Арно де Контадс
- США — Енн Фолленвайдер
- Велика Британія — Мері О'Ріордан
- Австралія — Джекі Франк

Редакція міжнародних видань:
- Виконавча директор — Лоуренс Хемберт (Laurence Hembert).
- Комерційна директор — Веронік Депер-Саваре (Véronique Depéry-Savarit).
- Заступниця комерційної директора — Елізабет Барб'є (Elisabeth Barbier[fr]).
- Директор з реклами — Еманюель Ерман (Emmanuelle Hermant),

Редакція французького видання:
- Редакційний директор — Мар'ян Мерес (Marianne Mairesse),
- Видавничий директор — Арно де Контад (Arnaud de Contades).
- Художній керівник — Філіпп Грюсон (Philippe Gruson).
- Помічниця художнього керівника — Стефані Стьо (Stéphanie Steu).
- Головна редакторка рубрики Mode (мода) — Марі Ноель Деме (Marie-Noëlle Demay).
- Головна редакторка рубрики BEAUTÉ (краса) — Арен Голде (Ariane Goldet).
- Головний редактор рубрики CULTURE ET CÉLÉBRITÉS (культура та селебрітіс) — Фабрис Геньоль (Fabrice Gaignaul).
- Головний редактор рубрики CUISINE (кухня) — Ерік Соляль (Eric Solal)[9] [Архівовано 1 квітня 2015 у Wayback Machine.].

## Нагороди
Протягом багатьох років Marie Claire Group вручає нагороди в сферах моди, краси, літератури і виховання дітей. На сьогоднішній день існує 34 нагороди у видань Marie Claire у Європі, Америці, Азіатсько-Тихоокеанському регіоні, Південній Африці та на Близькому Сході, що роблять Marie Claire один з найбільш широко визнаних жіночих модних журналів у світі. Міжнародні видання Marie Claire проводять щорічні претстижні премії:
- в області моди Marie Claire Prix D'Excellence de la Mode,
- в області краси Claire Prix D'Excellence de la Beautê.

1989 — Евелін Пруво названа «Діловою жінкою року» і отримала приз «Вдова Кліко» (нагорода для ділових жінок, заснована у 1972 році).
1995 — з запуском журналу в Австралії заявляє про себе як австралійський журнал про моду № 1.
1998 — Sarah Turnbull названа журналістом року, отримала нагороду за версією Magazine Publishers of Australia (MPA).
2000/01 — Marie Claire отримує звання «журнал року» за версією Magazine Publishers of Australia (MPA).
2001 — отримує нагороду за редакторську ініціативу року «Покарана за те, що вагітна» за версією Magazine Publishers of Australia (MPA).
2001 — виграє премію року за найкраще використання фотографії за версією Magazine Publishers of Australia (MPA).
2002 — отримує премію року за редакторську ініціативу року «Чого хочуть жінки» за версією Magazine Publishers of Australia (MPA).
2004 — виграє премію року за маркетингову кампанію в 100-й номер за версією Magazine Publishers of Australia (MPA).
2004 — отримує нагороду за редакторську ініціативу року «Насильство проти дітей. З нас починається припинення цього» за версією Magazine Publishers of Australia (MPA).
2005 — виграє премію року за маркетингову кампанію «Red Dress Campaign».
2005 — Джекі Франк (Jackie Frank, головна редакторка австралійського випуску) названа редактором року, отримала нагороду за версією Magazine Publishers of Australia (MPA).
2006 — виграє премію року за неперевершену майстерність у Лайфстайл (стилі життя) за версією Magazine Publishers of Australia (MPA).
2009 — отримує звання «Найкращий жіночий журнал про моду» за версією Australian Magazine Awards (AMA).
2010 — отримує премію Maggie Award за найкращий журнал на обкладинці з Дженніфер Гокінз у лютневому номері. Того ж року Marie Claire Australia запускає Marie Claire Beauty — перший самостійний журнал про красу.

## Marie Claire Ukraine
Українську версію журналу випускає з 2008 року «Burda Ukraine [Архівовано 11 січня 2015 у Wayback Machine.]»  [Архівовано 28 квітня 2022 у Wayback Machine.].
На обкладинках Marie Claire Ukraine, зокрема, були:
- Анджеліна Джолі (акторка, режисерка, сценаристка, активістка) — Листопад 2008, Лютий 2012
- Скарлетт Йоганссон (акторка, співачка, модель, режисерка, активістка) — Лютий 2009
- Шарліз Терон (модель, акторка, продюсерка, активістка) — Березень 2009
- Кейт Вінслет (акторка) — Травень 2009
- Кіра Найтлі (акторка) — Червень 2009, Вересень 2011
- Моніка Беллуччі (співачка, модель) — Липень-Серпень 2009
- Ферґі (співачка, авторка пісень, акторка) — Жовтень 2009
- Єва Мендес (акторка) — Листопад 2009
- Дженніфер Лопес (співачка, акторка, танцюристка, хореографка, кінематографістка, модельєрка, продюсерка, підприємиця) — Квітень 2010
- Аманда Сайфред (акторка, співачка, композиторка) — Червень 2010
- Кайлі Міноуг (акторка, співачка, авторка пісень) — Жовтень 2010
- Ріанна (співачка, акторка, філантропка, дизайнерка) — Грудень 2010
- Дженніфер Еністон (акторка, продюсерка, режисерка та підприємиця) — Травень 2011
- Сара Джессіка Паркер (акторка) — Жовтень 2011
- Кемерон Діас (акторка) — Січень 2015